# Maletto
Maletto est une commune de la ville métropolitaine de Catane, en Sicile, en Italie.

## Communes limitrophes
Adrano, Belpasso, Biancavilla, Bronte, Castiglione di Sicilia, Nicolosi, Randazzo, Sant'Alfio, Zafferana Etnea